# Палата представителей Гавайев
Палата представителей Гавайев (англ. Hawaii House of Representatives) — нижняя палата легислатуры штата Гавайи. Главой Палаты представителей является Спикер, который выбирается самой Палатой из своих членов путём голосования.
Палата представителей Гавайев заседает в Капитолии штата Гавайи в Гонолулу.

## Состав
Палата представителей состоит из 51 члена, каждый из которых избирается раз в два года от каждого из 51 избирательных округов и не имеет ограничений на количество сроков. В настоящее время большинство мест занимают представители Демократической партии Гавайев.
| 46        |  | 5             |
| Демократы |  | Республиканцы |

| Дата                            | Партия (Выделение указывает партию большинства) | Партия (Выделение указывает партию большинства) | Партия (Выделение указывает партию большинства) | Всего |          |
| ------------------------------- | ----------------------------------------------- | ----------------------------------------------- | ----------------------------------------------- | ----- | -------- |
| Дата                            |                                                 |                                                 |                                                 | Всего |          |
| Дата                            | Демократы                                       | Республиканцы                                   | Независимые                                     | Всего | Вакантно |
| Конец предыдущего созыва (2016) | 44                                              | 7                                               | 0                                               | 51    | 0        |
|                                 |                                                 |                                                 |                                                 |       |          |
| Начало текущего созыва (2017)   | 45                                              | 6                                               | 0                                               | 51    | 0        |
| 22 марта 2017                   | 45                                              | 5                                               | 1                                               | 51    | 0        |
| 19 июня 2017                    | 46                                              | 5                                               | 0                                               | 51    | 0        |
| 29 августа 2017                 | 45                                              | 5                                               | 0                                               | 50    | 1        |
| 22 декабря 2017                 | 46                                              | 5                                               | 0                                               | 51    | 0        |
| В настоящее время               | 90%                                             | 10%                                             |                                                 |       |          |

С 4 мая 2017 года Спикером Палаты представителей является демократ Скотт Саики.